# L'Ascension-de-Patapédia
L'Ascension-de-Patapédia è un comune del Canada, situato nella provincia del Québec, nella regione di Gaspésie-Îles-de-la-Madeleine.